# Franziska Tschudi Sauber
Franziska Anita Tschudi Sauber (* 25. März 1959 in Glarus) ist eine Schweizer Anwältin und Unternehmerin. Sie ist Verwaltungsratspräsidentin des Familien-Unternehmens Weidmann (früher Wicor Gruppe) und hält weitere Verwaltungsrats- und Stiftungsratsmandate.

## Werdegang
Tschudi Sauber studierte Recht an der Universität Bern (Fürsprecher) sowie an der Georgetown University in Washington, D.C. (LL.M). 1987 erwarb sie die Anwaltspatente der US-Bundesstaaten New York und Connecticut. Von 1991 bis 1993 absolvierte sie ein Nachdiplomstudium in Unternehmensführung (Executive MBA) an der Universität St. Gallen.
Nach ersten Berufserfahrungen als Assistentin für Medienrecht am Institut für Staats- und Verwaltungsrecht der Universität Bern und Rechtsanwältin für Wirtschafts- und Medienrecht in Zürich, Washington, D.C. und Genf war sie von 1992 bis 1995 Generalsekretärin der Schweizerischen Industrie-Gesellschaft (SIG). Ab 1995 verantwortete Tschudi Sauber als Geschäftsleitungsmitglied der Weidmann Holding AG in Rapperswil-Jona die Unternehmensentwicklung, ab 1998 Aufbau und Leitung der Business Area Electrical Technology, Region Asia Pacific. Von 2001 bis 2023 führte sie die Weidmann Gruppe als CEO und Delegierte des Verwaltungsrates; seither ist sie deren Verwaltungsratspräsidentin.
2020 wurde Tschudi Sauber mit dem Preis der Bonny-Stiftung für die Freiheit ausgezeichnet, 2022 mit dem Unternehmerpreis "EY Entrepreneur of the Year".

## Mandate
- Swiss Life, Verwaltungsrätin[3] (seit 2003)
- Biomed, Verwaltungsrätin
- Energie Zürichsee Linth AG, Verwaltungsrätin (seit 2020)
- SSE Group (Société Suisse des Explosifs), Verwaltungsrätin
- Economiesuisse, Vorstand
- Schweizer Berghilfe, Stiftungsrätin